# 238 (nombre)
Cet article concerne le nombre 238. Pour les années, voir 238 et 238 av. J.-C..
Le nombre 238 (deux cent trente-huit) est l'entier naturel qui suit 237 et qui précède 239.

## En mathématiques
Deux cent trente-huit est :
- un nombre sphénique,
- la somme des treize premiers nombres premiers,
- un zéro de la fonction de Mertens,
- un nombre intouchable.

## Dans d'autres domaines
- L'uranium 238 est l'isotope majoritaire de l'uranium.
- L'Interstate 238 est une autoroute inter-États aux États-Unis.